# Moritz Bruhn
Moritz Bruhn (* 27. Februar 1806 in Glückstadt; † 7. August 1883 in Hannover) war ein deutscher Verleger. Von 1851 bis 1876 leitete er den Verlag C. A. Schwetschke & Sohn in Halle (Saale) und Braunschweig.

## Leben
Bruhn wurde am 27. Februar 1806 im schleswig-holsteinischen Glückstadt geboren. Über seine buchhändlerische Ausbildung und die ersten Berufserfahrungen ist bisher nichts bekannt. Anfang der 1840er Jahre lebte er in Schleswig, wo 1841 sein Sohn Harald geboren wurde. 1845 publizierte er in Schleswig in seinem Verlag (M. Bruhn) schleswig-holsteinische Freiheitslieder. Ende der 1840er Jahre war Moritz Bruhn Mitinhaber der von Rohdenschen Buchhandlung in Lübeck. Während des Schleswig-Holsteinischen Krieges (1848–1851) stellte die Buchhandlung ihren Geschäftsbetrieb ein. Bruhn, der die Freiheitsbewegung aktiv unterstützt hatte, musste nach der Niederlage gegen Dänemark in der Schlacht bei Idstedt fliehen und sich ein neues buchhändlerisches Betätigungsfeld suchen. Er ging nach Halle, wo er am 1. Mai 1851 den Verlag C. A. Schwetschke & Sohn ankaufte. Anfangs führte er den Verlag unter der geänderten Firma C. A. Schwetschke & Sohn (M. Bruhn) in Halle weiter, ehe er den Geschäftssitz am 1. September 1852 nach Braunschweig verlegte. Zur gleichen Zeit gründete er dort eine Buchdruckerei in der Dammstraße Nr. 217, 218. Im Jahr 1869 übertrug er die Druckerei auf seinen Sohn Harald Bruhn. Für den Verlag räumte er ihm zunächst gemeinsame Prokura ein, machte ihn dann am 1. Januar 1872 zum Teilhaber und übertrug ihm am 1. Januar 1876 die alleinige Verlagsinhaberschaft. Seine letzten Lebensjahre verbrachte er in Wiesbaden und Hannover, wo er am 7. August 1883 starb.

## Wirken
Moritz Bruhn leitete den Verlag C. A. Schwetschke & Sohn über 25 Jahre. Er publizierte von 1851 bis 1876 rund 200 Werke, davon 145 Buchnovitäten und 53 Neuauflagen. Das verlegerische Interesse Bruhns galt vor allem wissenschaftlichen Publikationen. Dabei deckte er – womit er in der Tradition seiner Vorgänger Carl Hermann Hemmerde und Carl August Schwetschke stand – ein weites Spektrum von Theologie und Rechtswissenschaft über Philologie, Medizin, Naturwissenschaften und weiteren Fachdisziplinen ab. Unter seinen Erstveröffentlichungen finden sich etliche Standardwerke bedeutender Autoren.
In der Literatur wird Bruhn als tüchtiger und geschickter Verleger mit wachem Blick für Qualität und Marktchancen wissenschaftlicher Buchprojekte bezeichnet. Bruhn genoss in zeitgenössischen Fachkreisen großes Renommee und verlegte bedeutende Werke. So publizierte er z. B. die Rechtsquellen (1860, 1864), ein Grundlagenwerk des Rechtsprofessors Otto Stobbe. Die Rechtsquellen waren als erster Band einer ursprünglich auf sechs Bände angelegten, von Georg Beseler herausgegebenen Geschichte des deutschen Rechts geplant; dieses Großprojekt konnte Beseler aber letztlich nicht vollenden. Der Historiker Wilhelm Giesebrecht wurde durch eine Empfehlung Karl Müllenhoffs auf Moritz Bruhn aufmerksam, wie er in einem Brief an den Verleger schrieb. Giesebrecht war dann mit Bruhns Drucklegung des ersten Bandes seiner wegweisenden Geschichte der deutschen Kaiserzeit (ab 1855) so zufrieden, dass er im Vorwort dem „trefflichen Verleger des Buches“ dankte. Heinrich Brunn, Autor der bekannten, bei C.A. Schwetschke & Sohn verlegten Geschichte der griechischen Künstler (1853, 1856), wandte sich auf Anraten des Philologen Martin Hertz sowie der Archäologen Ludwig Ross und Johannes Overbeck an Bruhn. Hertz sprach in einem Brief mit Hochachtung von dem Verleger als einem „geachteten Mann und einer renommierten Firma“. Aus dem Bereich der Naturwissenschaften ist das von Moritz Bruhn publizierte, später in mehreren Neuauflagen erscheinende dreibändige Handbuch Theoretische, praktische und analytische Chemie in Anwendung auf Künste und Gewerbe (1854 – 1862) hervorzuheben, das von dem britischen Chemiker James Sheridan Muspratt verfasst und von Friedrich Stohmann und anderen ins Deutsche übersetzt wurde.
Regional bedeutsam war Bruhns Publikation des großen Urkundenbuches der Stadt Braunschweig (Band 1, 1873), einem zentralen Quellenwerk zur mittelalterlichen Geschichte Braunschweigs. Der Stadtarchivar Ludwig Hänselmann sagte dem Verleger im Vorwort hohen Dank für die aufwändige und sorgfältige Ausstattung.